# Bacúch
Bacúch je obec na Slovensku v okrese Brezno. V obci je římskokatolický kostel sv. Josefa z roku 1863.

## Poloha
Obec Bacúch se nachází v severní části Banskobystrického kraje, v okrese Brezno. Katastrální území obce Bacúch spadá do geomorfologického celku Horehronské Podolí. Sever území obce patří do geomorfologického celku Nízké Tatry a jižní část oddělená řekou Hron je součástí Veporských vrchů. Bacúch na východě sousedí s obcí Polomka a na západě s obcí Beňuš. Nejsevernějším bodem je vrch Janův Grúň (1393 m n. m.) a nejjižnější částí je území mezi vrchy Blato (1195 m n. m.) a Lešník (1312 m n. m.). Nejvyšším bodem je vrch Končisté (1474 m n. m.) v severní části území. Samotná obec se nachází ve výšce v rozmezí 590–630 m n. m..

## Dějiny
Existenci Bacúcha jako nejstarší vesnice na Horehroní lze dokázat archeologicky i písemně již od 13. století. Území Bacúcha bylo poprvé písemně doložené v listině z roku 1274, která zaručovala Bogomírovi z Liptovského rodu rýžovat zlato v této oblasti. Oblast byla připomínána jako silva Wazuch, což v překladu znamená les Bacúch. Díky zmíněné výsadě na tomto území vznikla osada Wazych, která však měla charakter sezónního osídlení. Po vytěžení zlata osada s největší pravděpodobností zanikla. Až do 16. století jsou důkazy o existenci stálého osídlení na tomto území nejasné. V 15. století se objevují důkazy o osídlení Bacúšské doliny a to převážně slovenským etnikem. Postupně se zde začali usazovat Němci za účelem těžby a Valaši s polským nebo rusínským etnikem.